# Маделин Левин
Маделин Левин (енгл. Madeline Levine) је психолог из округа Марин, клиничар, консултант, едукатор и аутор.

## Биографија
Дипломирала је енглески језик на Државном универзитету Њујорк. Каријеру је започела као наставница у основној и средњој школи у Јужном Бронксу пре него што се преселила у Калифорнију и магистрирала и докторирала психологију. Имала је клиничку праксу са нагласком на проблемима деце и адолесцената и родитељске проблеме и држала је часове развоја детета на Медицинском центру Универзитета Калифорније у Сан Франциску. Дуги низ година је била консултант у разним школама, од предшколских до средњих, јавних као и приватних широм земље и BDT & Company и њиховим клијентима, трговачкој банци која саветује и улаже у породична предузећа. Ауторка је књига Viewing Violence 1996, See No Evil: A Guide to Protecting Our Children from Media Violence 1998, The Price of Privilege: how parental pressure and material advantage are creating a generation of disconnected and unhappy kids 2006. и Teach your Children Well 2012. године. Прве две књиге представљају анализу негативних ефеката медијског насиља на развој детета. Њена трећа књига The Price of Privilege је студија о психолошким тегобама које муче тинејџере из богатих породица. The Price of Privilege се заснива не само на њеном двадесет и петом искуству у лечењу тинејџера у округу Марин, већ и на њеним консултацијама са колегама широм Сједињених Америчких Држава, као и њеном прегледу савремених психолошких истраживања на ову тему. Teach Your Children Well се рекламира као кутија алата за родитеље, која пружа информације, релевантна истраживања и низ вежби које помажу родитељима да разјасне дефиницију успеха која је у складу са њиховим сопственим вредностима, као и интересима и способностима њихове деце. Суоснивач је пројекта на Стенфордовој дипломској школи за образовање.